# Prophasiane mendicata
Prophasiane mendicata là một loài bướm đêm trong họ Geometridae.